# 8765 Limosa
8765 Limosa è un asteroide della fascia principale. Scoperto nel 1973, presenta un'orbita caratterizzata da un semiasse maggiore pari a 2,7265763 UA e da un'eccentricità di 0,0367698, inclinata di 1,89982° rispetto all'eclittica.